# Gorahun
Gorahun este un oraș din districtul Kenema, Sierra Leone.